# Brak zasięgu
Brak zasięgu (isl. Duggholufólkið, 2007) – islandzki film przygodowy w reżyserii Ari Kristinssona. Film w Polsce emitowany jest za pośrednictwem kanału ZigZap.

## Opis fabuły
Kalli (Margrét Ákadóttir) to chłopiec żyjący w świecie wyimaginowanych bohaterów, który całą wiedzę o życiu zaczerpnął z filmów i gier komputerowych. Jest całkowicie uzależniony od telefonu i internetu. Gdy dowiaduje się, że Boże Narodzenie będzie musiał spędzić ze swoim ojcem i jego nową rodziną na dalekiej, surowej Północy, jest bliski załamania. Kalli wpada na pewien pomysł - postanawia uciec z domu. Po drodze czekają na niego prawdziwe niebezpieczeństwa.

## Obsada
- Margrét Ákadóttir jako Kalli
- Árni Beinteinn Árnason
- Erlendur Eiríksson
- Steinn Ármann Magnússon
- Magnús Ólafsson
- Margrét Vilhjálmsdóttir
- Thórdís Hulda Árnadóttir
- Brynhildur Guthejónsdóttir
- Bergthór Thorvaldsson